# Đời tư (phim truyền hình)
Đời tư (tiếng Hàn: 사생활; Hanja: 私生活; Romaja: Sasaenghwal; tên tiếng Anh: Private Lives; tên khác: Đời sống riêng tư) là một bộ phim truyền hình Hàn Quốc ra mắt năm 2020 với sự tham gia của Seohyun, Go Kyung-pyo, Kim Hyo-jin, Kim Young-min và Tae Won-seok. Phim được phát sóng trên đài JTBC và nền tảng dịch vụ xem phim trực tuyến Netflix từ ngày 7 tháng 10 năm 2020.

## Nội dung
Phim kể câu chuyện về những kẻ lừa đảo với mục tiêu phanh phui bí mật "đời tư" của quốc gia.
Lee Jung-Hwan (Go Kyung-pyo) làm trưởng phòng cho một tập đoàn lớn. Vẻ bề ngoài anh ta trông giống như một nhân viên bình thường, nhưng ẩn sâu bên trong lại là một nhân vật bí ẩn. Cha Joo-Eun (Seohyun) là một kẻ lừa đảo, có vẻ ngoài của một cô gái ngây thơ và ngọt ngào. Nhưng lại nuôi sống bản thân mình bằng cách lừa gạt người khác. Jeong Bok-Gi (Kim Hyo-Jin) là một người phụ nữ thanh lịch và lôi cuốn nhưng đồng thời cũng là một kẻ lừa đảo chuyên nghiệp, thường nhắm vào những kẻ lừa đảo khác nhằm lợi dụng chính bản thân họ giúp cô ta thực hiện những hành vi bất chính, còn Kim Jae-Wook (Kim Young-Min) là đối tác "làm ăn" của Jeong Bok-Gi.

## Diễn viên

### Diễn viên chính
- Seohyun vai Cha Joo-eun
- Go Kyung-pyo vai Lee Jung-hwan
- Kim Hyo-jin vai Jung Yoon-kyung
- Kim Young-min vai Kim Jae-wook
- Tae Won-seok vai Hanson[3]

### Diễn viên phụ
- Lee Hak-joo vai Myung Hyun
- Park Sung-geun vai Cha Hyun-tae
- Song Seon-mi vai Kim Mi-sook
- Yoon Sa-bong vai Yang In-sook
- Cha Soo-yeon vai Oh Hyun-kyung
- Jang Jin-hee vai Min-jung
- Kim Ba-da vai Woo Seok-ho
- Yoon Jung-hoon vai Park Kyung-seop[4]
- Kim Seo-won vai President Nam
- Han Kyu-won vai Chief Park[5]

## Khâu sản xuất
Bộ phim đánh dấu sự trở lại của Go Kyung-pyo kể từ khi anh xuất ngũ vào tháng 1 năm 2020 cũng như lần tái xuất màn ảnh nhỏ của Kim Hyo-jin sau 8 năm vắng bóng. Đồng thời cũng là bộ phim truyền hình thứ hai của Seohyun trong năm 2020.
Buổi đọc kịch bản đầu tiên diễn ra vào tháng 4 năm 2020 tại Tòa nhà JTBC ở Sangam-dong, Seoul, Hàn Quốc.
Ban đầu bộ phim được dự kiến khởi chiếu vào ngày 16 tháng 9 năm 2020 nhưng sau đó bị hoãn lại đến ngày 7 tháng 10 do đại dịch COVID-19.

## Nhạc phim

### Phần 1
| Phát hành vào ngày 7 tháng 10 năm 2020 | Phát hành vào ngày 7 tháng 10 năm 2020 | Phát hành vào ngày 7 tháng 10 năm 2020 | Phát hành vào ngày 7 tháng 10 năm 2020 | Phát hành vào ngày 7 tháng 10 năm 2020 | Phát hành vào ngày 7 tháng 10 năm 2020 |
| STT                                    | Nhan đề                                | Phổ lời                                | Phổ nhạc                               | Ca sĩ thể hiện                         | Thời lượng                             |
| -------------------------------------- | -------------------------------------- | -------------------------------------- | -------------------------------------- | -------------------------------------- | -------------------------------------- |
| 1.                                     | "Things to Love" (푸른안개)            | Taibian                                | Park Sung-il                           | 6band                                  | 3:18                                   |
| 2.                                     | "Things to Love" (Inst.)               |                                        | Park Sung-il                           |                                        | 3:18                                   |
| Tổng thời lượng:                       | Tổng thời lượng:                       | Tổng thời lượng:                       | Tổng thời lượng:                       | Tổng thời lượng:                       | 6:36                                   |

### Phần 2
| Phát hành vào ngày 14 tháng 10 năm 2020 | Phát hành vào ngày 14 tháng 10 năm 2020 | Phát hành vào ngày 14 tháng 10 năm 2020 | Phát hành vào ngày 14 tháng 10 năm 2020 | Phát hành vào ngày 14 tháng 10 năm 2020 | Phát hành vào ngày 14 tháng 10 năm 2020 |
| STT                                     | Nhan đề                                 | Phổ lời                                 | Phổ nhạc                                | Ca sĩ thể hiện                          | Thời lượng                              |
| --------------------------------------- | --------------------------------------- | --------------------------------------- | --------------------------------------- | --------------------------------------- | --------------------------------------- |
| 1.                                      | "The Most Ordinary Day" (보통의 꿈)     | Lee Chi-hoon                            | Park Sung-il                            | Yangpa                                  | 4:06                                    |
| 2.                                      | "The Most Ordinary Day" (Inst.)         |                                         | Park Sung-il                            |                                         | 4:06                                    |
| Tổng thời lượng:                        | Tổng thời lượng:                        | Tổng thời lượng:                        | Tổng thời lượng:                        | Tổng thời lượng:                        | 8:12                                    |

### Phần 3
| Phát hành vào ngày 21 tháng 10 năm 2020 | Phát hành vào ngày 21 tháng 10 năm 2020 | Phát hành vào ngày 21 tháng 10 năm 2020 | Phát hành vào ngày 21 tháng 10 năm 2020 | Phát hành vào ngày 21 tháng 10 năm 2020 | Phát hành vào ngày 21 tháng 10 năm 2020 |
| STT                                     | Nhan đề                                 | Phổ lời                                 | Phổ nhạc                                | Ca sĩ thể hiện                          | Thời lượng                              |
| --------------------------------------- | --------------------------------------- | --------------------------------------- | --------------------------------------- | --------------------------------------- | --------------------------------------- |
| 1.                                      | "Private Lives" (사생활)                | Kim Ki-won                              | Kim Joonseok, Kang Mimi                 | Minju                                   | 3:49                                    |
| 2.                                      | "Private Lives" (Inst.)                 |                                         | Kim Joonseok, Kang Mimi                 |                                         | 3:49                                    |
| Tổng thời lượng:                        | Tổng thời lượng:                        | Tổng thời lượng:                        | Tổng thời lượng:                        | Tổng thời lượng:                        | 7:38                                    |

### Phần 4
| Phát hành vào ngày 22 tháng 10 năm 2020 | Phát hành vào ngày 22 tháng 10 năm 2020 | Phát hành vào ngày 22 tháng 10 năm 2020 | Phát hành vào ngày 22 tháng 10 năm 2020 | Phát hành vào ngày 22 tháng 10 năm 2020 | Phát hành vào ngày 22 tháng 10 năm 2020 |
| STT                                     | Nhan đề                                 | Phổ lời                                 | Phổ nhạc                                | Ca sĩ thể hiện                          | Thời lượng                              |
| --------------------------------------- | --------------------------------------- | --------------------------------------- | --------------------------------------- | --------------------------------------- | --------------------------------------- |
| 1.                                      | "Beautiful Dream"                       | Jamie K. Lee                            | Kim Joonseok, Kang Mimi                 | Mew                                     | 4:07                                    |
| 2.                                      | "Beautiful Dream" (Inst.)               |                                         | Kim Joonseok, Kang Mimi                 |                                         | 4:07                                    |
| Tổng thời lượng:                        | Tổng thời lượng:                        | Tổng thời lượng:                        | Tổng thời lượng:                        | Tổng thời lượng:                        | 8:14                                    |

### Phần 5
| Phát hành vào ngày 28 tháng 10 năm 2020 | Phát hành vào ngày 28 tháng 10 năm 2020      | Phát hành vào ngày 28 tháng 10 năm 2020 | Phát hành vào ngày 28 tháng 10 năm 2020 | Phát hành vào ngày 28 tháng 10 năm 2020 | Phát hành vào ngày 28 tháng 10 năm 2020 |
| STT                                     | Nhan đề                                      | Phổ lời                                 | Phổ nhạc                                | Ca sĩ thể hiện                          | Thời lượng                              |
| --------------------------------------- | -------------------------------------------- | --------------------------------------- | --------------------------------------- | --------------------------------------- | --------------------------------------- |
| 1.                                      | "Things To Love" (우리가 사랑해야 하는 것들) | Seo Dong-seong                          | Park Seong-il                           | Kim Jae-joong                           | 3:24                                    |
| 2.                                      | "Things To Love" (Inst.)                     |                                         | Park Seong-il                           |                                         | 3:24                                    |

## Tỷ lệ người xem
| Mùa | Mùa | Số tập | Số tập | Số tập | Số tập | Số tập | Số tập | Số tập | Số tập | Số tập | Số tập | Số tập | Số tập | Số tập | Số tập | Số tập | Số tập | Trung bình |
| Mùa | Mùa | 1      | 2      | 3      | 4      | 5      | 6      | 7      | 8      | 9      | 10     | 11     | 12     | 13     | 14     | 15     | 16     | Trung bình |
| --- | --- | ------ | ------ | ------ | ------ | ------ | ------ | ------ | ------ | ------ | ------ | ------ | ------ | ------ | ------ | ------ | ------ | ---------- |
|     | 1   | 592    | 587    | TBD    | TBD    | TBD    | TBD    | TBD    | TBD    | TBD    | TBD    | TBD    | TBD    | TBD    | TBD    | TBD    | TBD    | TBD        |

| 1 | 2020.10.07 | 2.522% | 2.816% |
| 2 | 2020.10.08 | 2.235% | —      |
| 3 | 2020.10.14 | 2.030% | —      |
| 4 | 2020.10.15 | 1.952% | —      |
| 5 | 2020.10.21 | 1.721% | —      |
| 6 | 2020.10.22 | 1.491% | —      |
| 7 | 2020.10.28 | 1.592% | —      |
| 8 | 2020.10.29 | 1.970% | —      |
| 9 | 2020.11.04 | 1.609% | —      |
| 10 | 2020.11.05 | 1.487% | —      |
| 11 | 2020.11.11 | 1.505% | —      |
| 12 | 2020.11.12 | 1.913% | —      |
| 13 | 2020.11.18 | 1.669% | —      |
| 14 | 2020.11.19 | 1.608% | —      |
| 15 | 2020.11.25 | 1.217% | —      |
| 16 | 2020.11.26 | 1.507% | —      |
| Average | Average    | 1.752% | －     |
| - Trong bảng trên đây, số màu xanh biểu thị cho tỷ lệ người xem thấp nhất và số màu đỏ biểu thị cho tỷ lệ người xem cao nhất:. - Bộ phim này được phát sóng trên hệ thống các kênh truyền hình cáp/trả phí nên số lượng người xem thấp hơn so với truyền hình miễn phí (ví dụ như KBS, SBS, MBC hay EBS). |            |        |        |